# Vida consagrada
Vida consagrada é o nome que a Igreja Católica dá ao modo de viver das pessoas que deixaram as suas vidas profissionais e familiares e seu próprio estado no mundo, numa tentativa de abnegação de si mesmo na vivência de votos ou conselhos evangélicos em restrito seguimento de Jesus Cristo numa busca de cristianismo em vista do serviço à Igreja na evangelização, intercessão e promoção da dignidade humana. 
Existem duas realidades, Vida e Aliança. O exemplo acima se encaixa nos moldes daqueles que optaram por ser "Comunidade de Vida". No entanto, a vida consagrada também se estende aos que são "Comunidade de Aliança", onde os que vivem essa realidade, permanecem com sua "vida secular" mas tendo uma posição e opção diferente mediante ao mundo. Um sinal do Eterno no meio comum.
Segundo a Igreja Católica, a vida consagrada deve ser vista como "uma resposta livre a um chamamento particular de Cristo, mediante a qual os consagrados se entregam totalmente a Deus e tendem para a perfeição da caridade sob a moção do Espírito Santo".
As pessoas consagradas, que podem ser leigos ou clérigos, homens ou mulheres, normalmente agrupam-se em institutos de vida religiosa (ordens religiosas e congregações) ou em institutos seculares, existindo porém aqueles que vivem isoladamente ou até em comunidade aberta, junto dos outros leigos não consagrados. Dentro da Igreja Católica, existem vários institutos de vida religiosa, como por exemplo agostinianos, anunciadas, beneditinos, mercedários, betlemitas, carmelitas, cartuxos, celestes, clarissas, concepcionistas, franciscanos, dominicanos, mínimos, jerónimos, trapistas, visitandinas e tantas outras comunidades de frades, freiras, monges e monjas católicos.
Tal vivência consagrada se remete também aos membros das Comunidades Novas, que embora não tenham a chamada Vida Consagrada citada aqui em sentido clássico, são homens e mulheres que nas últimas décadas veem "consagrando suas vidas a Cristo" em associações privadas de fiéis denominadas por Comunidades Novas. Um exemplo é a Comunidade Sementes do Verbo.

## Votos religiosos e conselhos evangélicos

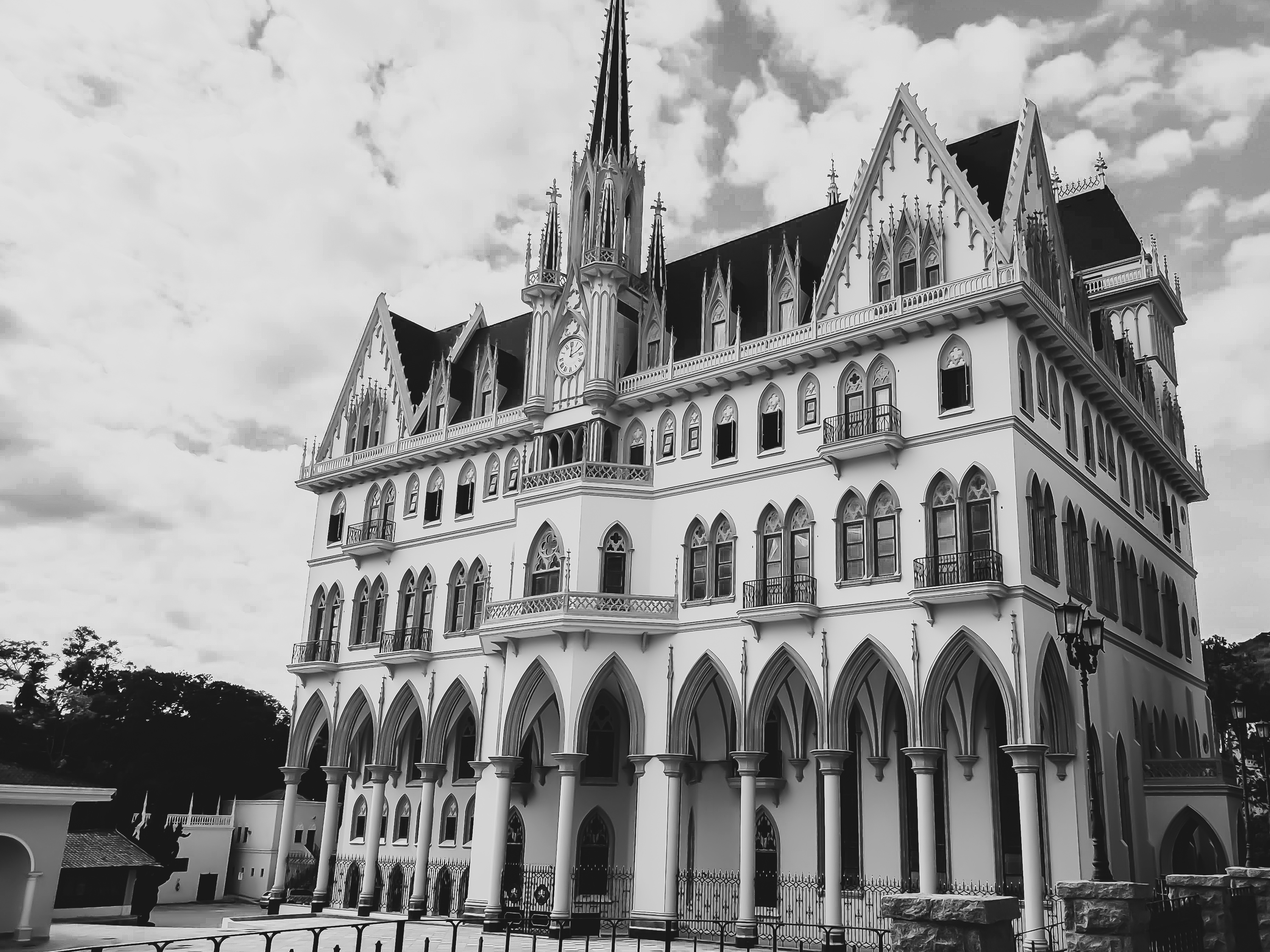
Casa dos Arautos do Evangelho, associação de vida consagrada, na Serra da Cantareira, São Paulo

Os Conselhos Evangélicos presentes na versão bíblica da vida de Cristo — seguidos pelos consagrados mediante os votos religiosos professados em institutos religiosos (comumente chamados apenas de Votos) — são aspectos pelos quais tais religiosos vivem a restrita "uniformização com Cristo", sendo considerados "novos Cristos" para a Igreja. Através destes Votos tais religiosos seguem as constituições dos seus respectivos institutos, vivendo segundo o "carisma" do mesmo os conselhos evangélicos mais comuns.
O grau de seguimento e cumprimento destes conselhos evangélicos variam de instituto para instituto, sendo as ordens religiosas mais austeras, onde os Votos são professados solenemente. Isto em oposição às congregações religiosas, que só obrigam os seus membros a professarem os Votos na sua versão mais simples. A diferença mais marcante destas duas versões está no cumprimento do voto da pobreza.
Os mais comuns votos religiosos professados são três:
- Pobreza — Por meio deste voto, os que prometeram cumpri-lo, não podem mais ter bens pessoais, renunciando aos bens que já tinham e dispensando tudo o que venha a ter como posse e tudo o que por força de trabalho precisarem ter é apenas propriedade do seu instituto religioso. Normalmente, esta visão é defendida pelas ordens religiosas, enquanto que as congregações religiosas têm uma visão menos austera e mais simples do voto da pobreza, permitindo assim aos seus membros a posse, mas não o uso, de bens pessoais;
- Castidade (através do celibato) — cuja finalidade seria os professados terem um "coração indiviso para Deus", fazendo-os seguir por isso a "continência";
- Obediência — todo aquele que for superior de um instituto religioso ou de alguma parte do mesmo passa automaticamente a ter autoridade sobre os professados, que devem obedecer aos seus superiores.

Existe, ainda, um outro voto professado em inúmeras ordens religiosas: o da Estabilidade, que determina permanecer no mesmo mosteiro, em virtude da vida contemplativa de clausura. 
Na visão da Igreja Católica, os conselhos evangélicos têm uma origem divina, mais exatamente, cristológica. Estão fundamentados nas palavras, na doutrina e nos exemplos de Cristo, em suma, na vida de Jesus. A vida e doutrina de Jesus relatada na Bíblia estão na base de toda a forma de "vida cristã" e, de maneira especial, na base da "vida consagrada". Eles não são obrigados aos cristãos todos, muito menos lhes é prerrogativa de uma vida mais ou menos santa, apenas são obrigados àqueles que livremente optaram por segui-los para procurarem a sua salvação, mas também a salvação do próximo, de acordo com o carisma da respectiva instituição.